# Lepturgotrichona flaviceps
Lepturgotrichona flaviceps là một loài bọ cánh cứng trong họ Cerambycidae.